# Consuelo Trujillo Urbano
Consuelo Trujillo Urbano (La Línea de la Concepción) és una actriu, mestra d'actors i directora de teatre espanyola.

## Biografia
Va guanyar el Premi Unión de Actores a la millor actriu protagonista de teatre el 2016 per l'obra Criatura i el premi Unión de Actores a la millor actriu secundària de teatre en 2014 per Cuando deje de llover. Així mateix, ha participat en muntatges com Bodas de sangre, Doña Rosita la soltera, La casa de Bernarda Alba o Medea. En cinema destaquen els seus papers a La novia, Al sur de Granada, Yo, también o Verónica.
És mestra d'actors en l'acadèmia Juan Carlos Corazza i de les seves classes han sortit alumnes com Javier Bardem o Elena Anaya.
Es parella de la també actriu Susi Sánchez. Es van conèixer interpretant Bodas de sangre el 1986. Han estat fermes defensores dels dretes del col·lectiu LGBT, actuant en obres com The Laramie Project i apareixent plegades a nombrosos esdeveniments de l'orgull gai.